# Schwarzer Jäger Johanna
Schwarzer Jäger Johanna, in Österreich unter dem Titel „Der Spion des Kaisers“ veröffentlicht, ist ein deutscher Historienfilm aus dem Jahre 1934, der auf dem gleichnamigen Roman von Georg von der Vring aus demselben Jahr basiert. Hauptdarstellerin war Marianne Hoppe.

## Handlung
Die junge Johanna Luerssen reist im Jahre 1809, zur Zeit der Besetzung Deutschlands durch die Truppen Napoleons, per Postkutsche nach Braunschweig, Hauptstadt des französischen Departements der Oker. Unterwegs steigen zwei Männer hinzu: der zwielichtige Dr. Frost und ein Major Korfes. Als die Kutsche von französischen Dragonern angehalten wird, wird Korfes verhaftet, jedoch gelingt es ihm kurz zuvor, Johanna unbemerkt einen wichtigen Brief zuzustecken.
Zusammen mit ihrer Mutter kommt Johanna schließlich in Braunschweig bei ihrer Tante an, der sie von den Vorfällen berichtet, wobei sie auch den heimlich zugesteckten Brief erwähnt. Dies hört zufällig Demoiselle Köttschau und informiert Dr. Frost. Frost erscheint bei Johanna und fordert die Herausgabe des Briefes, doch verweigert sie dies. Stattdessen flieht Johanna, bevor sie verhaftet werden kann.
Auf ihrer Flucht trifft sie Korfes wieder. Beide fliehen zusammen nach Böhmen, denn es stellt sich heraus, dass Korfes Offizier in Diensten des „Schwarzen Herzogs“, Friedrich Wilhelm von Braunschweig ist, der die „Schwarze Schar“, ein Freikorps, das gegen die französischen Besatzer kämpfen soll, aufgestellt hat. Johanna und Korfes kommen auf dem Gut von Hofrat Zöllner an, dort trennen sich ihre Wege zunächst. Während sich Korfes der „Schwarzen Schar“ anschließt, um gegen Napoleon und für die Befreiung Deutschlands zu kämpfen, muss Johanna zurückbleiben.
Als die jedoch ersten Siegesnachrichten eintreffen, hält es Johanna nicht mehr länger untätig auf dem Gut aus. Sie schneidet sich die langen Haare ab und besorgt sich eine schwarze Husarenuniform, um, als Mann und „Schwarzer Jäger“ getarnt, an den Napoleonischen Kriegen teilzunehmen. Sie schließt sich zunächst einer Gruppe von Soldaten unter dem Fürsten Sulkowski an, um zu ihrem Geliebten zu gelangen. Auf dem Weg dorthin erfährt sie zufällig von einer Verschwörung gegen ihn: Ein Attentat soll Korfes aus dem Weg schaffen. Johanna gelingt die Vereitelung des Vorhabens, wobei sie aber verwundet wird.
In der Zwischenzeit schließt Österreich einen Waffenstillstand mit Napoleon, dem sich aber der Braunschweigische Herzog nicht anschließt. Im Gegenteil: Er zieht mit seinem Korps Richtung Norden, um sich per Schiff zu den Verbündeten nach England abzusetzen. Auf diesem Zug durch Norddeutschland befreit die Schwarze Schar das von französischen Truppen besetzte Halberstadt und zieht weiter nach Braunschweig, wo sie begeistert empfangen wird. Napoleonische Truppen schließen daraufhin die Stadt ein, es kommt zu schweren Kämpfen, in deren Verlauf Johanna gefangen genommen wird. Der französische General will sie zur Preisgabe von Geheimnissen zwingen, doch Johanna widersetzt sich ihm. Dies wiederum führt dazu, dass sich die westphälischen Hilfstruppen der Franzosen weigern, weiter gegen Deutsche zu kämpfen. Der französische General und Dr. Frost, der Spion, müssen erkennen, dass sie gegen diesen Gegner nichts mehr ausrichten können, und ziehen ab. Nach erfolgreich bestandenen Kämpfen finden sich schließlich Johanna und Korfes.

## Hintergrund
Der 1934, ein Jahr nach der Machtübernahme der Nationalsozialisten von der Berliner Terra Film produzierte Film, ist einer von wenigen Historienfilmen, die in der Zeit des Nationalsozialismus entstanden. Er propagiert ein scheinbar im Widerspruch zum nationalsozialistischen Frauenbild stehendes Bild einer „starken“ Frau, die als Mann verkleidet sogar zum soldatischen Helden aufsteigt.
Da Unterhaltungsfilme im Nationalsozialismus aber eine politische Funktion im Sinne der NS-Propaganda erfüllen sollten, finden sich auch in „Schwarzer Jäger Johanna“ NS-Weltsicht und -Ideologie: Preußische Tugenden werden kultiviert, Männerfreundschaften stilisiert und militärische Aufmärsche zelebriert. Der Film wurde nach Ende des Zweiten Weltkrieges von den alliierten Militärbehörden verboten.

## Kritiken
„Historischer Bilderbogen, der distanzlos preußische "Tugenden" und Männerbünde feiert und dessen Aufmärsche Parallelen zu den Machtdemonstrationen der Nazis zeigen.“